# Ronald Ashman

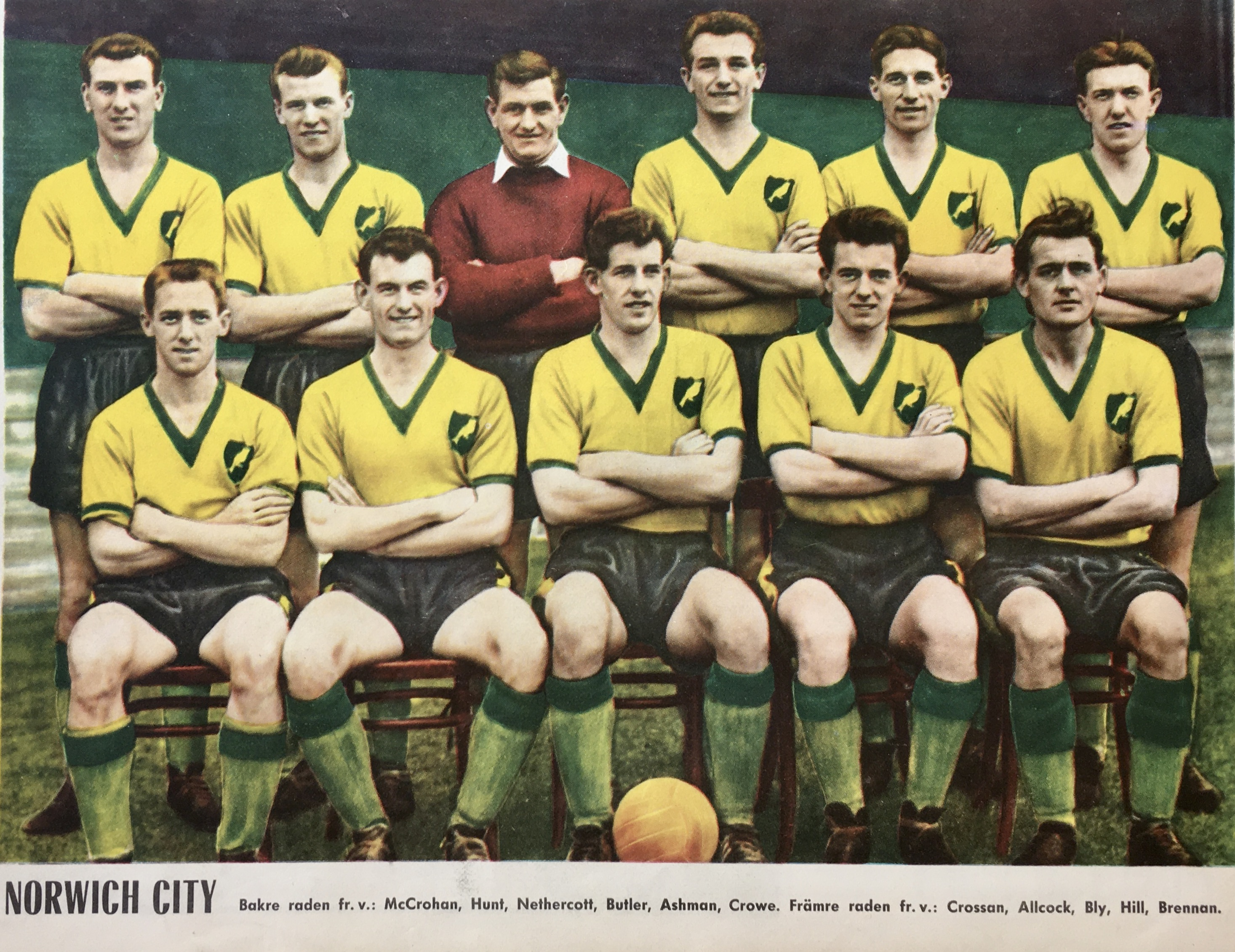
Norwich City F.C. 1959: Roy McCrohan, Ralph Hunt, Ken Nethercott, Barry Butler, Ron Ashman, Matt Crowe; Errol Crossan, Terry Allcock, Terry Bly, Jimmy Hill, Bobby Brennan.

Ronald George Ashman (Whittlesey, 19 maggio 1926 – Scunthorpe, 21 giugno 2004) è stato un allenatore di calcio e calciatore inglese, di ruolo centrocampista.

## Carriera

### Club
Ha giocato tutta la sua carriera da calciatore, dal 1947 al 1963, nel Norwich City, segnando 55 reti in 592 partite.

### Allenatore
Ha allenato Norwich City, Scunthorpe United e Grimsby Town.

## Palmarès

### Giocatore

#### Competizioni nazionali
- Coppa di Lega inglese: 1

Norwich City: 1961-1962